# Międzynarodowy Standard Opisu Instytucji z Zasobem Archiwalnym
ISDIAH (skrót od ang. International Standard for Describing Institutions with Archival Holdings) – międzynarodowy standard opisu instytucji z zasobem archiwalnym. Standard został opracowany przez Międzynarodową Radę Archiwów, jego finalna wersja została zatwierdzona i opublikowana w 2008 roku. 
Standard może być stosowany nie tylko przez archiwa, ale także przez biblioteki, muzea, przedsiębiorstwa czy też indywidualne osoby, które przechowują archiwalia.
Standard ISDIAH umożliwia: 
- jednoznaczną identyfikację danej instytucji, dostarczenie informacji o dostępie do zasobu, oferowanych usługach
- wygenerowanie danych kontaktowych instytucji lub/i wzorcowej listy instytucji z zasobem archiwalnym
- utworzenie powiązań z podobnymi wzorcowymi listami bibliotek i muzeów, opracowanie wspólnych katalogów („odsyłaczy” do adresów internetowych) instytucji dziedzictwa kulturowego na szczeblu: regionalnym, krajowym i międzynarodowym
- zastawienie statystyk dotyczących instytucji z zasobem archiwalnym.